# Силікатний провулок
Силіка́тний прову́лок — зниклий провулок, що існував у Дніпровському районі міста Києва, місцевість Микільська слобідка. Пролягав від Каховської вулиці до вулиці Митрополита Андрея Шептицького.

## Історія
Провулок виник у середині XX століття під назвою Новий. Назву Силікатний провулок отримав 1959 року. 
Ліквідований наприкінці 1970-х — на початку 1980-х років у зв'язку зі знесенням старої забудови Микільської слобідки.